# 나수란
나수란(羅水蘭, 1950년 12월 11일 ~ 2012년 1월 11일)은 대한민국의 성우이다. 1969년 TBC에 입사했으며 언론통폐합으로 현재는 KBS 11기로 분류된다. 한국방송 성우극회 소속이었다.

## 출연작

### 애니메이션
- 늑대기사 실반 (SBS)
- 돈키호테 (KBS)
- 드래곤 파이터 (투니버스)
- 릴로 & 스티치 (KBS) - 마을 할머니 역
- 마스크 (SBS) - 핏맨 부인 역
- 마지막 유니콘 (SBS)
- 메가레인저 (SBS) - 디바
- 명탐정 코난 (투니버스) - 왕선녀 역
- 몬스터 (투니버스) - 여자 역
- 무적 파워레인저 (KBS) - 리타 역
- 무지개 요정 큐티하니 (SBS)
- 무카무카 파라다이스 (KBS) - 봉구 역
- 바비의 라푼젤 (투니버스) - 가델 역
- 베이비짱 (퀴니) - 할머니 역
- 벨과 마법의 성 (KBS)
- 생쥐와 야옹이 (SBS) - 거시 여사 역
- 스타 워즈: 클론 전쟁 (카툰네트워크) - 벤트리스 역
- 엘 티그레 (니켈로디언)
- 옛날 옛적에 (KBS)
- 왕도둑 징 (투니버스) - 노파 역
- 요술공주 밍키 (KBS) - 피필 역
- 유령성의 오싹오싹 이야기 (EBS) - 마귀할멈 역
- 은혼 (투니버스) - 오토세 역
- 원피스 (투니버스) - 쿠레하 역
- 정글 모험왕 (KBS) - 마라 역

### 애니메이션 영화
- 가디언의 전설 - 플리씨버
- 또또와 유령 친구들 - 할머니
- 라이온킹 3 - 티몬의 엄마
- 릴로 & 스티치 - 마을 할머니
- 몬스터 주식회사 - 로즈
- 뮬란 - 뮬란의 할머니
- 뮬란 2 - 뮬란의 할머니
- 슈렉 - 동키의 주인
- 아나스타샤(KBS, 극장) - 플레민코프(앤드리아 마틴)
- 아틀란티스: 잃어버린 제국 - 윌헤미나
- 잠자는 숲 속의 미녀 - 플로라
- 치킨 런(KBS, 극장) - 트위디 부인
- 치킨 리틀 - 티나 역 (캐서린 오하라)
- 카 - 리지
- 쿠스코? 쿠스코! - 이즈마 (어사 키트)
  - 쿠스코? 쿠스코! 2 - 이즈마 (어사 키트)
- 헤라클레스 - 운명의 세 여신

### 영화
- 골치 아픈 여자 (KBS) - 방송 앵커(미에 헌트) / 판사(샤롯 주커)
- 굿바이 뉴욕 굿모닝 내 사랑(SBS) - 미치의 엄마(제인 메도우스) / 학교 선생님(제인 엘든)
- 길버트 그레이프(KBS) - 벡키의 할머니(페넬로페 브래닝)
- 까미유 끌로델 (KBS)
- 뉴욕 스토리 (KBS)
- 대단한 유혹 (KBS) - 클로라드
- 델리카트슨 사람들(KBS) - 남편의 아내(실비 라구나)
- 도니 다코 (KBS) - 키티 (베스 그랜트)
- 도로시 (KBS) - 맥클레인 부인 (라이나그 오그레디)
- 듄 (SBS) - 메입스(린다 헌트)
- 레드 바이올린 (KBS)
- 루이의 리얼리티 쇼 (KBS)
- 마스크 (SBS) - 핀맨 부인(낸시 피시)
- 머나먼 여정 (KBS)
- 머시니스트 (KBS) - 슈라이크 (안나 마시)
- 못 말리는 서스펙트 (KBS) - 잉가 (릴리 톰린)
- 묵시록 코드(KBS) - 호텔 직원(아스민 이자) / 알베르토의 아내
- 바로워스 (KBS) - 호밀리 (셀리아 아임리)
- 버디 (KBS) - 프리보스트(낸시 피시)
- 빅 (SBS) - 엄마 (머시디스 룰)
- 사랑의 묘약 (SBS)
- 사랑의 스타디움 (SBS)
- 소림오조 (SBS) - 홍두 엄마 (엽덕한)
- 더티 해리 4 - 써든 임팩트 (KBS)
- 스트레이트 스토리 (KBS)
- 스플래시 (KBS) - 백화점 직원(미그디아 빌스카스가드)
- 시암 선셋 (KBS) - 실리아 (데이드르 루벤스타인)
- 식스 데이 세븐 나잇 (KBS) - 마저리 (앨리슨 재니)
- 써머스비 (KBS)
- 아가사 크리스티의 창백한 말 (KBS) - 벨라
- 아수라(SBS) - 할머니
- 아이, 로봇 (KBS) - 델의 할머니(아드리안 리카드)
- 아직은 사랑을 몰라요 (SBS)
- 어니스트: 유령 퇴치 작전(KBS) - 해크모어(어사 키트)
- 어느 날 밤에 생긴 일 (KBS) - 제이크의 아내(블랜체 프리데리시)
- 왝 더 독 (KBS) - 리즈 (앤드리아 마틴)
- 웨딩 크래셔 (KBS) - 할머니 (엘렌 알베르티니 도우)
- 웨어 더 머니 이즈 (KBS) - 겔러 (얼마 St. 폴)
- 재회 (KBS)
- 천녀유혼 3 (SBS)
- 첩혈쌍웅 (KBS)
- 초대받지 않은 손님 (KBS) - 존 어머니 (베아 리처즈)
- 최종 분석 (SBS)
- 치킨 런 (KBS) - 트위디 부인 (미란다 리처드슨)
- 카세일즈맨의 연애특강 (SBS)
- 카풀 (KBS) - 마사 (레아 펄만)
- 콜리야 (KBS)
- 클라라의 결혼식 (KBS) - 사바티니 부인
- 키드 (KBS) - 자넷 (릴리 톰린)
- 키핑 더 페이스 (KBS) - 보니 (홀랜드 테일러)
- 타워링 [1983년 더빙판] (KBS)
- 트윈스 (KBS) - 매리 앤(보니 바틀릿)
- 프린세스 다이어리 (KBS) - 웰스 음악선생 (킴리 스미스)
- 한나의 전쟁 (KBS)
- 허드서커 대리인 (KBS) - 마스버거의 비서(메리 루 로사토) / 파티 초대 손님(캐슬린 퍼킨스)
- 화성인 마틴 (KBS) - 할머니
- E.T. (KBS) - E.T. (데브라 윙거)
- 007 위기일발(KBS) - 로자(로테 레냐)
- 13번째 전사 (KBS) - 예언가(투리드 볼크스)

### 외화
- 스타는 괴로워(KBS) - 보모 할머니
- 로즈 레드(KBS) - 애니 / 팸 어머니 외
- 위기의 주부들(KBS) - 맥클러스키
- 닥터 후(KBS) - 카산드라(조 와나메이커,시즌 2) / 라크너스(새라 패리시,시즌 3)

### 방송
- KBS 무대 10년(내 슬픈 기억의 집)(KBS 제2라디오)
- KBS 무대 10년(외딴방)(KBS 제2라디오)
- KBS 무대 10년(2인 3각)(KBS 제2라디오)